# Kropinjak
Kropinjak is een plaats in de gemeente Lanišće in de Kroatische provincie Istrië. De plaats telt 11 inwoners (2001).